# Guillermo Fernández Groizard
Guillermo Fernández Groizard (n. Palma de Mallorca, 1960) es un director de cine y televisión español. También es Ingeniero Superior Industrial por la Politécnica de Madrid (1983).

## Trayectoria
- 1977. Ingresa en la Sociedad Española de Ilusionismo (S.E.I.) y forma el grupo "Los 4 noctámbulos" junto a Pepe Carrol, Juanito y Javier Moreno.
- 1977. Empieza a estudiar ingeniería superior industrial, y en 1983 se gradúa el séptimo de su promoción.
- 1980. Comienza estudios de ballet clásico, llegando a ser admitido en la escuela del ballet nacional en 1983. Rechaza la plaza porque empieza a trabajar como Forecast Manager en Johnson Wax.
- 1981. Crea el grupo de teatro Cuarta Pared de la E.T.S.I.I.M.
- 1985. Crea junto a Clara Cosials la escuela de cine y teatro Metrópolis c.e, que sigue funcionando en la actualidad y ha dado alumnos y colaboradores como Fernando León de Aranoa, Alejandro Amenábar, Javier Abad, Dietmar Post, José Luis Cuerda, Berlanga, Juan Miñón o Santiago Segura.
- Ayudante de dirección: (El rey pasmado, La viuda del capitán Estrada, La huella del crimen)
- Director de cortometrajes: Fourier, Al lado del Atlas con música de Alejandro Amenábar)
- 1992. Funda la Agencia Metrópolis de diseño, imagen y publicidad para Cine y TV
- 1995. Desarrolla el concepto de Música estático-dinámica, la posibilidad de escuchar música cuando un observador se desplaza por diferentes fuentes de sonido y desarrolla una aplicación en 3ds MAX con la que demuestra virtualmente la viabilidad del proyecto. Posteriormente desarrolla un sistema para que el sonido provenga de las propias vibraciones de un coche al pasar por un asfalto que contiene formas de onda elementales que con la velocidad del coche adecuada permiten escuchar canciones o melodías en el coche sin necesidad de fuente de sonido.
- 1996 Inicia su andadura en televisión dirigiendo la segunda unidad de Médico de familia. Posteriormente ha sido director y productor ejecutivo de las series de televisión:

1. Menudo es mi padre
2. Compañeros (Antena 3),  emitida en más de 20 países.
3. Policías, en el corazón de la calle (Antena 3), emitida en 17 países
4. Mis adorables vecinos (Antena 3), emitida en 25 países.
5. Supervillanos (primera serie creada específicamente para telefonía móvil), difusión mundial.
6. SMS, sin miedo a soñar (La Sexta), plataforma de descubrimiento de Mario Casas, Amaya Salamanca, Ion González, María Castro.
7. Cuenta atrás (Cuatro), serie que tiene el récord de serie española más vendida (67 Países).
8. Punta Escarlata (Cuatro).

- 2008 dirige su primer largometraje: Proyecto Dos, protagonizada por Adriá Collado y Lucía Jiménez.

- 2009. Dirige y guioniza el video-clip De personas a personas para El Canto del Loco, que en 2008 gana el premio al mejor videoclip Los 40 Principales.

- 2009. Realiza el Diseño de Dirección y dirige los episodios 1 y 6 de Águila Roja, hasta el año 2013 líder de audiencia televisiva en España.

- 2014. El corazón del océano para A3, es una gran producción de época basada en la historia de doña Mencía de Calderón, que llevó una "caravana de mujeres" en pleno siglo XVI, desde Medellín (Extremadura) hasta la ciudad de Asunción.

- 2011-2015 Escribe y dirige más de 14 obras de Microteatro, en Microteatro por Dinero.

- En 2013 dirige el largometraje autofinanciado Esto no es una cita. En el XVI Festival de Málaga de Cine Español obtiene la Biznaga de plata Premio del Público y la Biznaga de Plata a la mejor actriz. También obtiene el Premio al mejor Actor en el Festival de Alicante y el Premio del Público en el Festival de Tarazona. Participa en la selección oficial en el Festival Internacional de Austin, Texas; y es la única película española que  concursa en el Festival internacional de Bogotá. Premio a la mejor película en  el Festival Internacional de cine de Marbella. Sección Oficial y Platinum Awards en el Festival de Las Vegas, Sección Oficial en el Festival de Cine Latino de San Francisco. Sección oficial en el Golden Egg de Nueva York, obteniendo cuatro nominaciones: Mejor Actriz Principal, mejor actriz de reparto, mejor director y mejor película. Premio Mejor Película en el Festival Golden Egg de New York.

- 2017 - actualidad. Crea junto A Virginia Rodríguez un nuevo concepto de ocio englobado bajo las siglas:  El Secreto de Madrid. A mitad de camino entre Escape room y Microteatro los espectadores son protagonistas de su propia aventura, teniendo que interactuar con diversos personajes "escondidos" en la ciudad. Valorado entre los mejores Escape Room de Madrid "El Secreto de Madrid" le da una vuelta de tuerca a los conceptos de microteatro.

- 2020 Escribe dirige y produce Cris SuperStar, cortometraje protagonizado por Virginia Rodríguez y Naím Thomas, ganador del premio a la mejor dirección y mejor cortometraje en el festival Puntodivista de Italia, así como otras más de 20 selecciones y otros más de 10 premios.
- 2021 Escribe dirige y produce Sólo una más. Cortometraje protagonizado por Antonio Hortelano, que cuenta con más de 20 selecciones y 4 premios.
- 2022 - Actualidad. Escribe y desarrolla las series de televisión: Manual para viajar en el tiempo, Pegaso, Eso que estás diciendo es de una película. También desarrolla y escribe el largometraje La Asamblea, basada en experiencias personales del Madrid de los 80.

- 2024 - Actualidad. Desarrolla junto a Guillermo Robledo la Herramienta CinemaEye. Una completa revolución de la sistemática para realizar documentación fílmica, Estreno en el primer semestre de 2025